# Davide Astori
Davide Astori (* 7. Januar 1987 in San Giovanni Bianco; † 4. März 2018 in Udine) war ein italienischer Fußballspieler.

## Karriere

### Verein
Davide Astori begann seine Karriere in der Jugend der US Ponte San Pietro und wechselte dann in die Jugend des AC Mailand. Für die Saison 2006/07 wurde er von dort aus zur AS Pizzighettone in die Serie C1 verliehen, bei der er sich als Stammspieler etablierte und seinen ersten Treffer als Profispieler erzielte. In der folgenden Saison wurde er an die US Cremonese verliehen, die ebenfalls in der Serie C1 spielte. Auch bei Cremonese errang er einen Stammplatz. Im Juli 2008 wechselte er zu Cagliari Calcio. In seiner ersten Saison bei den Sarden kam er nicht über die Rolle eines Ergänzungsspielers hinaus und erhielt lediglich zehn Einsätze in der Serie A. Zu Beginn der Spielzeit 2009/10 erkämpfte er sich einen Stammplatz in der Abwehr.
Nach sechs Spielzeiten in Cagliari wechselte Astori im Sommer 2014 leihweise zur AS Rom, bei der er ebenfalls zum Stammpersonal gehörte. Trotz seiner Leistungen nahm die AS Rom die Kaufoption nicht wahr, und Astori kehrte zunächst nach Cagliari zurück. Im August 2015 lieh ihn dann die AC Florenz aus, die ihn in der Folge fest verpflichtete. Ab 2017 war Astori Kapitän der Mannschaft.

### Nationalmannschaft
Astori bestritt vier Spiele für die italienische U-18-Nationalmannschaft.
Am 6. August 2010 wurde er in das Aufgebot der italienischen A-Nationalmannschaft für das Länderspiel gegen die Elfenbeinküste am 10. August 2010 berufen. Sein Debüt für die Squadra Azzurra gab er schließlich am 29. März 2011 in einem Länderspiel gegen die Ukraine, das Italien mit 2:0 gewann. Er nahm mit Italien am FIFA-Konföderationen-Pokal 2013 teil und erzielte im Spiel um den dritten Platz gegen Uruguay sein einziges Länderspieltor. Zuletzt kam er im WM-Qualifikationsspiel gegen Israel am 5. September 2017 zum Einsatz.

## Erfolge

### Nationalmannschaft
- Dritter des Confed-Cups: 2013

## Tod
Am 4. März 2018 wurde Astori in einem Hotelzimmer in Udine tot aufgefunden. Eine Obduktion ergab, dass er an einem Herzstillstand nach Bradykardie verstorben war. Astori hinterließ seine Lebensgefährtin und eine zweijährige Tochter.
An diesem Tag hätte Florenz bei Udinese Calcio ein Ligaspiel ausgetragen. Alle an diesem Spieltag angesetzten Spiele der Serie A wurden abgesagt.
Um Astori zu ehren, wollen der AC Florenz und Cagliari Calcio zukünftig seine Rückennummer, die 13, nicht mehr vergeben. Darüber hinaus gab der AC Florenz im März 2018 bekannt, sein Sportzentrum von „Campini“ in „Centro Sportivo Davide Astori“ umbenennen zu wollen.